# Granicear, Dobrici
Granicear (în bulgară Граничар, în română Vâltoarea) este un sat în comuna Șabla, regiunea Dobrici, Dobrogea de Sud, Bulgaria. 
Între anii 1913-1940 a făcut parte din plasa Mangalia a județului Constanța, România. 

## Demografie
Componența etnică a satului Granicear
     Turci (17,91%)
     Bulgari (70,14%)
     Nicio identificare (11,94%)
     Altele (0%)
La recensământul din 2011, populația satului Granicear era de 134 locuitori. Din punct de vedere etnic, majoritatea locuitorilor (70,14%) erau bulgari, cu o minoritate de turci (17,91%). Pentru 11,94% din locuitori nu este cunoscută apartenența etnică.